# Kanton Woippy
Kanton Woippy (fr. Canton de Woippy) byl francouzský kanton v departementu Moselle v regionu Lotrinsko. Tvořilo ho osm obcí. Zrušen byl po reformě kantonů 2014.

## Obce kantonu
- Le Ban-Saint-Martin
- Longeville-lès-Metz
- Lorry-lès-Metz
- La Maxe
- Moulins-lès-Metz
- Plappeville
- Scy-Chazelles
- Woippy